# Алин, Гуннель
Гуннель Мария Алин, урождённая Хелльман (швед. Gunnel Maria Ahlin; 1 июня 1918 — 7 января 2007, Стокгольм) — шведская писательница.

## Биография и творчество
Гуннель Хелльман родилась в 1918 году в Орсе. Её родителями были Йоханнес Хелльман, школьный директор, и Айна Альбин. В 1938 году Гуннель окончила школу, а в 1943 году получила специальность учителя. В 1945 году она познакомилась с писателем Ларсом Алином и в следующем году вышла за него замуж. В 1948 году у них родился сын Пер.
Литературный дебют Гуннель Алин состоялся в 1960 году, когда был опубликован её первый роман, «Röster en sommar». Действие в нём происходит на Эланде; главные персонажи — молодые женщины Гудрун и Велита. Роман, в котором писательница легко и ненавязчиво касается серьёзных тем, почти полностью написан в диалогической форме.
В 1960-х годах вышли ещё три романа Гуннель Алин. «Här dansar» (1962) по своей стилистике имеет много общих черт с её первой книгой. В романе 1964 года, «Puls» — о девушке, работающей на фабрике в маленьком провинциальном городке — появляются ирония и сатира. Наконец, в романе 1967 года, «Refuge», центральным персонажем впервые становится мужчина: французский актёр Марсель Клермон, бежавший из немецкого концентрационного лагеря в Швецию. Однако наиболее значимым произведением писательницы стал её роман «Hannibal sonen» (1974): исторический роман о Ганнибале. Через восемь лет вышло продолжение, «Hannibal segraren», которое Гуннель Алин написала совместно с мужем (для него эта работа стала первой после двадцатилетнего перерыва в творчестве).
После смерти Ларса Алина в 1997 году Гуннель написала две книги о нём: «Lars Ahlin växer upp» (2001) и «Nu ska vi ta pulsen på världen» (2005). Гуннель Алин умерла в 2007 году в Стокгольме, в возрасте 88 лет.